# Rien ne se voit
 (janvier 2024).
Si vous disposez d'ouvrages ou d'articles de référence ou si vous connaissez des sites web de qualité traitant du thème abordé ici, merci de compléter l'article en donnant les références utiles à sa vérifiabilité et en les liant à la section « Notes et références ».
Albums de Subway
Superautomatic
(2000) L'Intranquille
(2007)
Rien ne se voit est un album du groupe de rock français Subway.

## Titres de l'album
1. Je voudrais être toi
2. Beaucoup de bruit pour rien
3. Marie s'ennuie
4. J'ai oublié
5. Le Monde selon moi
6. Encore une heure
7. Silence à bord
8. 100
9. Des mensonges et des mots
10. Eva
11. Sous hypnose
12. Golden Lake (Extended)